# Phyllocycla basidenta
Phyllocycla basidenta – gatunek ważki z rodziny gadziogłówkowatych (Gomphidae).